# Revingehed
Revingehed é a maior carreira de tiro de carros de combate da Suécia. Está localizada a 15 km a leste da cidade de Lund, no sul da Suécia, e tem uma área de 4 400 ha.
O Regimento do Sul da Escânia - uma unidade de carros de combate - está estacionado junto a este campo de treinos militar.